# Opet-Fest
Das Opet-Fest (auch Ipet-Fest, Amun in seinen Privaträumen (Luxor)) ist erstmals unter Königin Hatschepsut im Neuen Reich belegt und galt seit Einführung als eines der wichtigsten Feste im Alten Ägypten.
Als mehrtägiges Fest symbolisieren die Prozessionen den Zyklus Heilige Hochzeit, Zeugung des königlichen Ka, Legitimierung und Krönung des Königs sowie Verjüngung des Amun-Re durch den Vollzug des Götterkultes.
Hatschepsut verstand sich in diesem Zusammenhang als Ipet mit ihrem Eigennamen „Die erste der vornehmen Frauen (Damen), die Amun umarmt“ und stellte damit den Bezug zu ihrer „göttlichen Geburt“ und „göttlichen Empfängnis durch Amun“ her.

## Hintergrund

### Ursprung

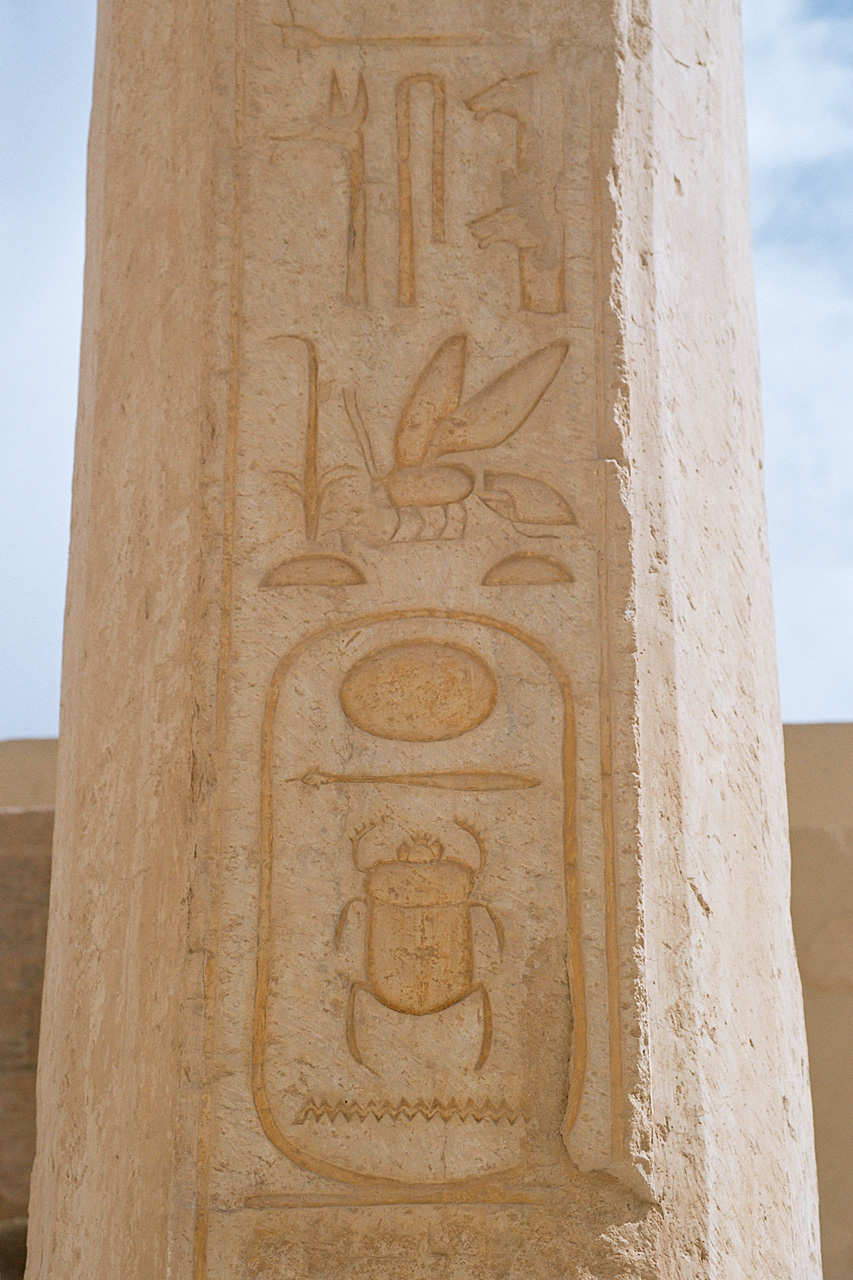
Thronname von Thutmosis II. im Tempel von Hatschepsut in Luxor

Das Datum des Opet-Festes steht in Verbindung mit dem
15. Achet II (29. September) 1492 v. Chr., dem Tag der Krönung von Thutmosis II. Die Regentschaft für den sehr jungen König übernahm ab diesem Tag zunächst Hatschepsuts Mutter, Königin Ahmose. Im Anschluss rebellierten im ersten Regierungsjahr nubische Fürsten, die zuvor Thutmosis I. eingesetzt hatte. Auf einer Stele, die zwischen Assuan und Philae stand, berichtete Thutmosis II. von der Niederschlagung der Revolte:

„9. Achet II: Da sandte seine Majestät ein zahlreiches Heer nach Nubien
zum ersten Mal, dass er einen Siegeszug unternahm, um alle niederzuwerfen, die sich gegen seine Majestät empörten (…)  Da warf dieses Heer seiner Majestät jene Barbaren nieder. Sie liessen nicht einen von ihren Männern leben, ganz wie seine Majestät es befohlen hatte, mit Ausnahme eines von diesen Kindern des Fürsten des elenden Kusch, der lebend gebracht wurde als Gefangener mit ihren Leuten zu dem Ort, wo sich seine Majestät befand, und der unter die Füße des guten Gottes gelegt wurde.“

Thutmosis II. ließ später an seinem Krönungstag ein Siegesdenkmal am dritten Katarakt in der Nähe von Kerma aufstellen. Dieser besondere Tag stellte zugleich das Beginndatum des späteren Opet-Festes dar. Thutmosis III. stiftete aus Verehrung seines Vaters das Opet-Fest als gleichnamiges Fest des Amun in Elephantine, das dort ebenfalls zeitgleich am Abend des 14. Achet II begann.

### Das Opet-Fest unter Hatschepsut

Wiedererrichtete Rote Kapelle im Freilichtmuseum von Karnak

Unter Hatschepsut ist das Opet-Fest erstmals 1462 v. Chr. für den 14. Achet II belegt. Hatschepsut ließ Szenen des Festaktes im nächsten Jahr an den Wänden der Roten Kapelle anbringen. Im Terrassentempel von Deir el-Bahari ist der Bericht zu lesen, der die „göttliche Zeugung“ von Hatschepsut durch Amun schildert:

„[Es kam dieser herrliche Gott, Amon der Herr der Throne
der beiden Länder], nachdem er sich verwandelt hatte in die
Majestät dieses ihres Gemahls, des Königs von Ober- und
Unterägypten ʿ3-ḫpr-K3-Rʿ; sie fanden sie, wie sie ruhte in
der Schönheit ihres Palastes. Sie erwachte wegen des Geruchs
des Gottes; sie lächelte angesichts seiner Majestät. Da
ging er zu ihr sogleich und wurde brünstig (ḥ3d) gegen sie,
er gab sein Herz in sie, er liess sie ihn sehen [in] seiner Gestalt
als Gott, nachdem er vor sie gekommen war. Sie freute sich,
seine Schönheit zu sehen, seine Liebe ging ein in ihren Leib,
[der Palast war überflutet von dem Geruch des Gottes], alle
seine [Düfte] waren (Düfte) von Pwnt. [Es tat dieser Gott] alles was er wollte
mit ihr. Sie liess ihn sich freuen über sie. [Sie] küsste ihn.
“

## Festdaten
Thutmosis III. kehrte im 23. Regierungsjahr nach seinem Sieg in der Schlacht bei Megiddo rechtzeitig nach Karnak zurück, um die Götterfahrt des Amun im Rahmen der Feierlichkeiten des Opet-Festes am 15. Tag des Monats P3 Jpt (Paophi) (15. Achet II (21. September) 1457 v. Chr.) zu begleiten. Nachdem Hatschepsut in den Jahren zuvor das Opet-Fest eröffnete, führte Thutmosis III. erstmals den Prozessionszug des Amun in Verbindung eines zusätzlichen Siegesopfers hinsichtlich der siegreichen Schlacht bei Megiddo an:

„Seine Majestät (Thutmosis III.) stiftete Amun ein neues Gottesopfer (nach Rückkehr aus Megiddo), um in seinem Tempel in Karnak das, was man lobt, zu tun an seinem schönen Fest von Opet am 15. Achet II. Wenn der König dieses herrlichen Gottes auszieht, um seine Fahrt in sein südliches Schloss (Luxor) zu unternehmen, stiftet er ein großes Opfer für diesen Tag beim Einzug in das südliche Schloss als alljährliche Leistung.“

Am 14. Achet II begannen am Abend die ersten Zeremonien des Opet-Festes, das nach 11 Tagen am 25. Achet II endete. Dieser Termin wurde spätestens unter Ramses III. auf den 18. Achet II verlegt, dem am 19. Achet II der erste Feiertag folgte. Die Gründe für die Verschiebung sind bisher nicht geklärt. Ramses III. verlängerte bei seinem Regierungsantritt die Festdauer zudem auf 27 Tage. Mit der Ankunft von Amun am 15. Achet III schloss das Opet-Fest; unter Ramses II. mit 23 Feiertagen am 11. Achet III
Auf der Siegesstele des Pije sind erneute Abänderungen der Festdauer genannt, da Amun von Pije bereits am 9. Achet I zum Opet-Fest gerüstet wurde. Am 2. Achet III kehrte Amun in den Tempel von Karnak zurück. Unter Psammetich I. trifft dagegen seine Tochter Nitokris pünktlich zum ursprünglichen Datum unter Hatschepsut am Abend des 14. Achet II in Karnak ein.

## Festverlauf

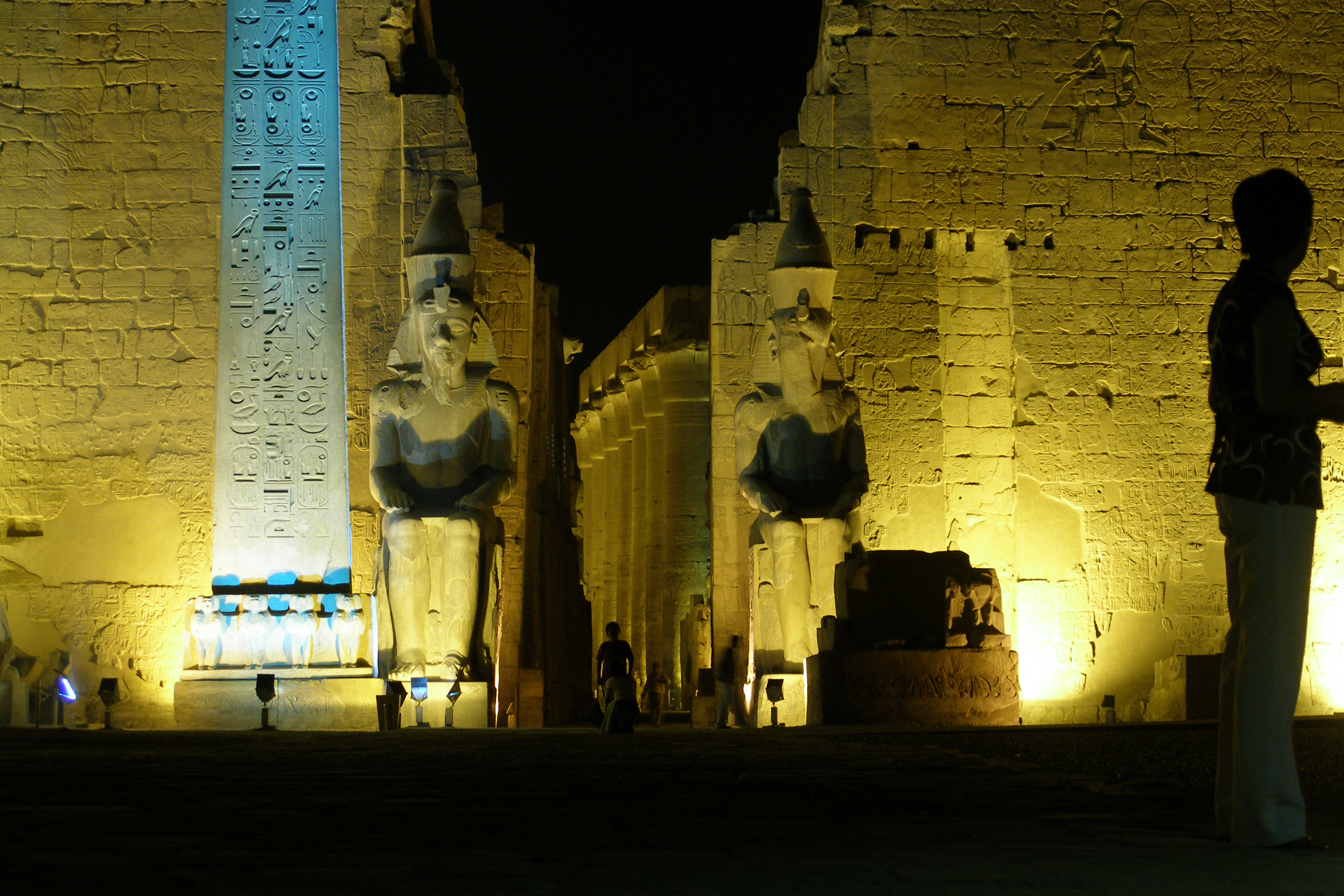
Luxor-Tempel

Durchquert man heute den Großen Hof Ramses II., so erreicht man den Säulengang Amenophis III. Die Wände der Kolonnade sind auf ihren Innenseiten mit Darstellungen des Opet-Festes geschmückt, die aus der Zeit Tutanchamuns, Ejes und Haremhabs stammen.

Begleitet vom König sowie Wab- und Vorlesepriestern werden die Götterstatuen von Mut, Chons und Amun auf ihren Kultbarken vom Karnak- zum Luxortempel geführt. Während der Prozession ist das Nilufer von der einheimischen Bevölkerung gesäumt, die den vorbeiziehenden Götter und dem König huldigen. Im sogenannten Geburtsraum des Ipet rsjt, dem Mammisi, vollzieht sich anschließend die alljährliche rituelle Vereinigung des Reichsgottes mit der Königsmutter, der die Geburt des königlichen Ka folgt. Der Ka verschmilzt danach mit dem König, der mit seinem neugeborenen Ka wieder als „Sohn des Amun-Re“ vor den jubelnden Festteilnehmern erscheint, am 

„Ort seiner Rechtfertigung, in dem er [hier Amenophis III.] sich verjüngt (ḥwn), der Palast aus dem er freudig heraustritt im Augenblick seiner Epiphanie (ḫʿw).“

Mit der „Rechtfertigung“ und dem „Erscheinen“ des „Guten Gottes“, sowie durch die kultische Regeneration des Amun-Re in seinem jpt rsjt wird die ideale kosmische und soziale Ordnung erneuert, ein Heilszustand (…), von dem Menschen und Götter, soziale und kosmische Sphäre gleichermaßen betroffen sind:

„Freue dich, du ganzes Land!
Die gute Zeit ist gekommen.
Ein Herr -er lebe, sei heil und gesund- ist erschienen in allen Ländern,
Ma'at ist an ihren Platz zurückgekehrt. 
(…) 
Die Bösen sind auf das Gesicht gefallen,
die Habgierigen sind allesamt verachtet.
Das Wasser steht und versiegt nicht,
die Überschwemmung steigt hoch.
Die Tage sind lang,
die Nächte haben Stunden,
der Mond kommt zur rechten Zeit.
Die Götter sind besänftigt und zufrieden,
man lebt in Lachen und Wundern.“